# Amerikaanse presidentsverkiezingen 1908
De Amerikaanse presidentsverkiezingen van 1908 werden gehouden op 3 november 1908 en gewonnen door William Howard Taft.

## Presidentskandidaten

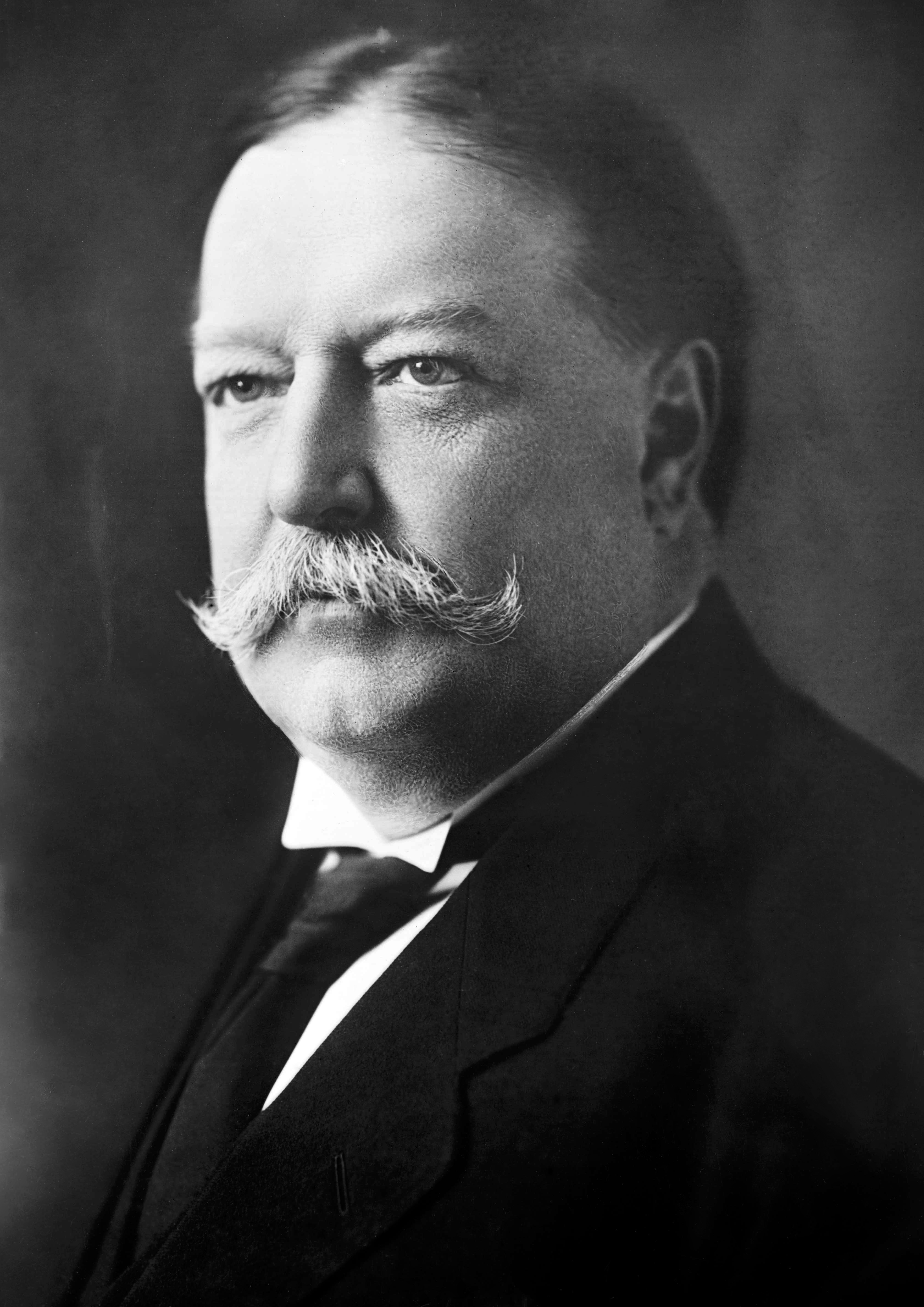
Voormalig Minister van Oorlog William Howard Taft uit Ohio Republikeinse Partij
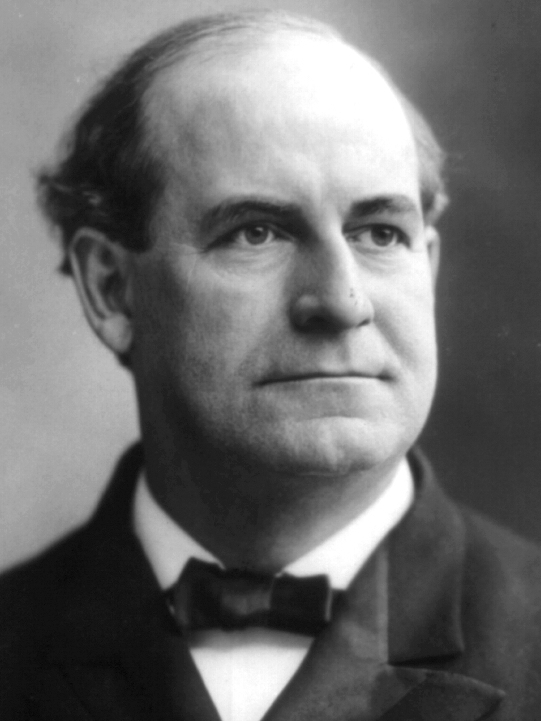
Voormalig Afgevaardigde William Jennings Bryan uit Nebraska Democratische Partij

- Voormalig 
 Minister van Oorlog 
 William Howard Taft 
 uit Ohio 
 Republikeinse Partij
- Voormalig 
 Afgevaardigde 
 William 
 Jennings Bryan 
 uit Nebraska 
 Democratische Partij

### Vicepresidentskandidaten

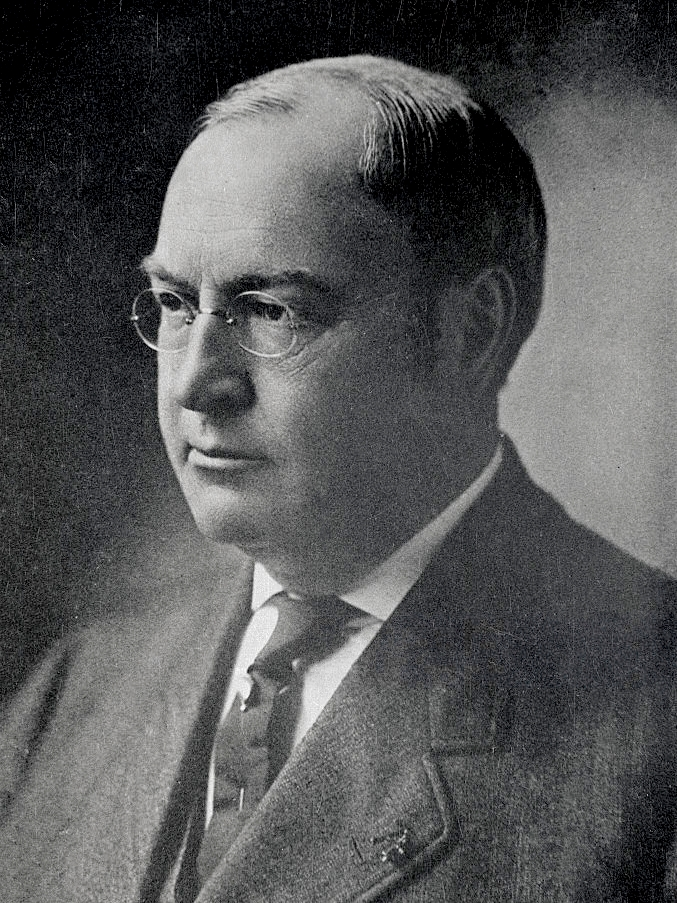
Afgevaardigde James Sherman uit New York Republikeinse Partij
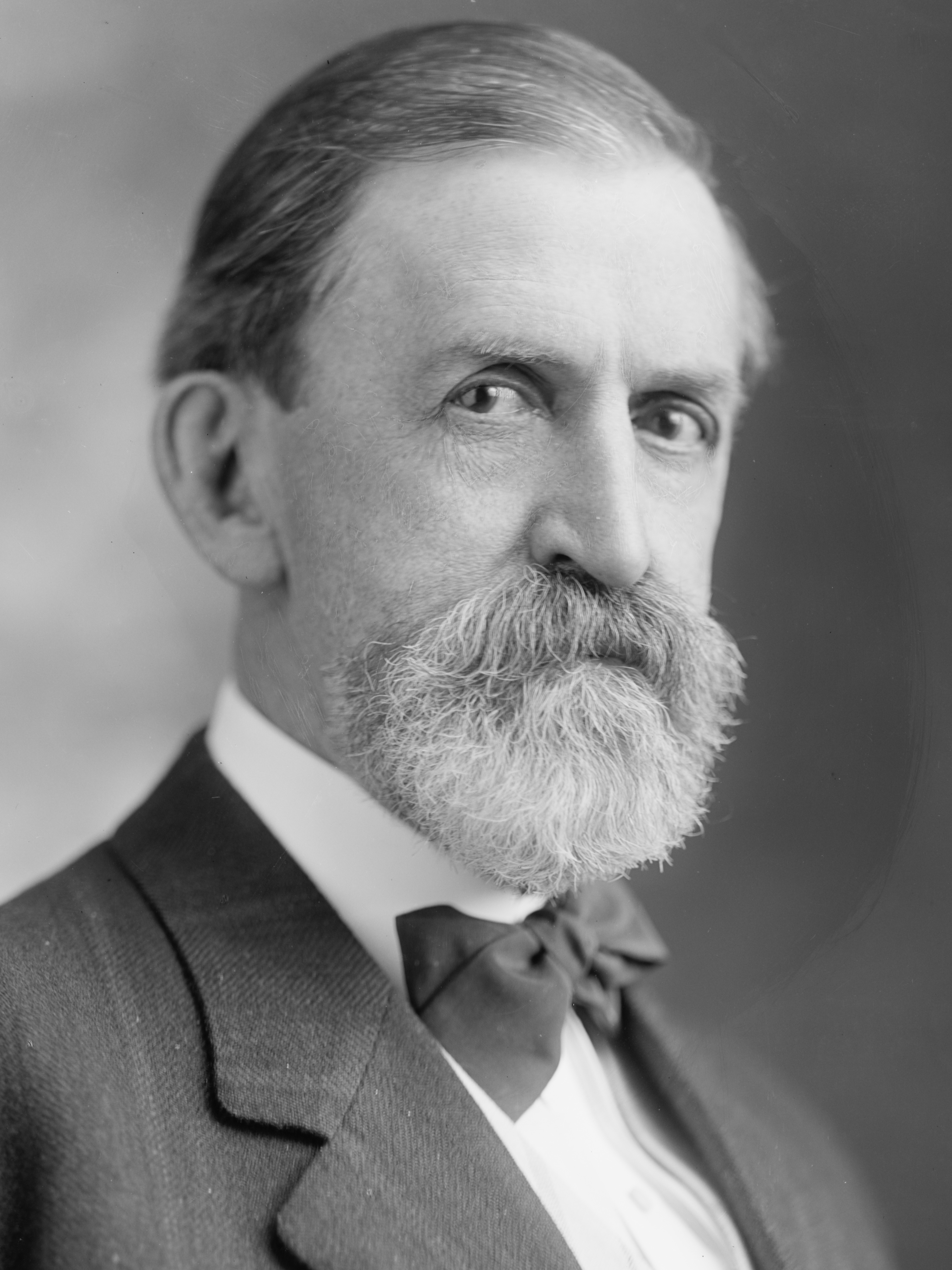
Voormalig Staatssenator John Kern uit Indiana Democratische Partij

## Uitslag
| Naam            | William Howard Taft  | William Jennings Bryan |
| Partij          | Republikeinse Partij | Democratische Partij   |
| Thuisstaat      | Ohio                 | Nebraska               |
| Running mate    | James Sherman        | John Kern              |
| Kiesmannen      | 321                  | 162                    |
| Gewonnen staten | 29                   | 17                     |
| Aantal stemmen  | 7.678.395            | 6.408.984              |
| Percentage      | 51,6%                | 43,0%                  |

1789 · 1792 · 1796 · 1800 · 1804 · 1808 · 1812 · 1816 · 1820 · 1824 · 1828 · 1832 · 1836 · 1840 · 1844 · 1848 · 1852 · 1856 · 1860 · 1864 · 1868 · 1872 · 1876 · 1880 · 1884 · 1888 · 1892 · 1896 · 1900 · 1904 · 1908 · 1912 · 1916 · 1920 · 1924 · 1928 · 1932 · 1936 · 1940 · 1944 · 1948 · 1952 · 1956 · 1960 · 1964 · 1968 · 1972 · 1976 · 1980 · 1984 · 1988 · 1992 · 1996 · 2000 · 2004 · 2008 · 2012 · 2016 · 2020 · 2024